# 세종 비암사 극락보전
세종 비암사 극락보전(世宗 碑岩寺 極樂寶殿)은 세종특별자치시 전의면에 위치한 비암사 사찰에 있는 조선시대의 극락보전이다. 1978년 12월 30일 충청남도 유형문화재 제79호로 지정되었으나 세종특별자치시 출범에 따라 해지되었고, 2012년 12월 31일 세종특별자치시 유형문화재 제1호로 새로이 지정되었다. 이후 2021년 2월 23일 대한민국의 보물로 새로이 지정되었다.

## 개요
비암사는 통일신라 말 도선국사가 창건했다는 설이 있었으나 통일신라 초기인 673년에 제작된 것으로 추정되는 국보 106호 계유명전씨아미타불비상이 비암사에서 출토되었고, 지금까지 이 고장에서 비암사를 ‘삼한고찰(三韓古刹)’로 부르고 있는 것으로 보아 사찰의 창건 시기는 고대로 추정된다.

## 건축
극락보전은 정면 3칸 측면 2칸의 팔작지붕으로 조선 후기의 화려하고 장식적인 요소가 가미된 다포계 건축물이다. 그러나 일반적인 측면 3칸형에서 벗어나 2칸으로 지은 것은 전란 이후 사찰 경제가 축소된 사정에 따른 것으로 추정된다. 정면의 3칸은 기둥사이를 동일한 간격으로 분할하고 사분합 띠살문을 달았으며, 측면과 후면은 모드 회벽으로 막았다. 공포는 내외 모드 3출목으로 짜 올렸으며, 쇠서는 3개의 앙설과 1개의 수설로 만들어져 있다. 내부 살미첨차는 운궁형을 이루고 있고 연봉이 3개씩 조각되어 있다. 공포의 구성은 크기에 따른 대첨차, 중첨차, 소첨차를 모두 사용한 특징을 보이며, 첨차를 배열한 방식, 내외부의 살미 모양 등에는 조선 중기 이후 다포 건축물에 보이는 특징들이 잘 반영되어 있다.
극락보전의 가구 구조에 가장 크게 영향을 미친 중요한 요소는 옆면 규모라 할 수 있다. 옆면이 2칸이면서 팔작집을 지으려다 보니 일반적인 상부가구 구성으론 대응이 쉽지 않았다. 보통 건물에서는 충량 1본을 두었으나, 극락보전은 충량을 좌우 협칸에 각각 3본씩 설치하는 방식으로 해결하였다. 옆면 주칸이 긴 편이어서 충량을 보조로 설치하여 추녀에 걸리는 하중을 감당하려는 의도로 추측된다.
가구 방식은 앞뒤 평주 위에 대들보를 걸치고 있으나 불단 좌우에 옥내 기등을 세워서 중간에서 그 무게를 받쳐 주고 있다. 건물 측면 가운데 위치한 기둥에서 대들보를 걸쳐 충량이 배치되었다. 대들보 위에는 동자를 세워서 종량을 받치고 하부에 우물천장을 가설하였다. 전내에는 닫집을 설치하고 매우 큰 《전의 비암사 소조아미타여래좌상》(세종특별자치시 유형문화재 제13호)을 안치해 놓았다.
창호는 일반적인 조선후기 불전 창호와는 차별성이 보인다. 앞쪽 창호는 문얼굴을 4분할하여 가운데 두 짝은 여닫이를 두고 문설주로 분리하고, 좌우에는 외짝 여닫이를 설치했다. 뒷쪽 창호는 이른바 영쌍창으로 분류되는 방식으로, 쌍여닫이창의 중간에 설주를 세운 형태이다. 건립 당시에 제작한 창호는 아니지만 뚜렷한 근거를 토대로 창호의 원형을 되살렸다는 점에서 극락보전의 건립시기에 걸맞는 외관을 보여준다.

## 현지 안내문
비암사는 통일신라 말기 도선 국사가 창건한 사찰이라고 하나 확실한 연혁은 알 수 없다. 극락보전은 불교도의 이상향인 서방극락정토를 묘사하고 그 주제자인 아미타불을 모신 전각이다. 아미타불은 영원한 수명과 무한한 광명을 보장해주는 부처님이라는 뜻으로 어떤 중생이라도 착한 일을 하고 아미타불을 지극정성으로 부르면 서방극락의 아름다운 정토로 맞아가는 부처님이다.
극락보전은 자연석으로 쌓은 기단 위에 덤벙 초석을 놓고 배흘림이 뚜렷한 둥근 기둥을 사용하였다. 정면 3칸 측면 2칸의 팔작 기와집으로 조선 후기의 화려하고 장식적인 요소가 가미된 다포계 건물이다.
전내에는 아름답고 정교한 아미타불좌상이 안치되어 있고 불단 위에는 닫집이 만들어져있다. 1974년에 보수공사를 하였다.

## 같이 보기
- 비암사
- 전의 비암사 소조아미타여래좌상 - 세종특별자치시의 유형문화재 제13호
- 계유명전씨아미타불비상 - 국보 106호

## 주해
1. ↑  살미와 첨차는 모두 기둥 위에서 십자모양으로 짜이는 공포부재로, 살미는 건물 전면으로 내민 초가지를 말하고, 첨차는 도리방향으로 층층이 쌓아 올린 부재, 첨차는 크기에 따라 대첨과 소첨으로 나누며, 그 중간 크기를 중첨이라 한다.
2. ↑  충량은 한쪽 끝은 기둥위에 짜이고 한쪽 끝은 보에 걸치게 된 측면의 보를 말한다.
3. ↑  영쌍창은 가운데에 문설주(영欞)을 두고 좌우에 창호를 달아댄 형태를 말한다.

## 참고 자료
- 세종 비암사 극락보전 - 국가유산청 국가유산포털
- 충청남도문화재대관, 충청남도역사문화연구원
- 이 문서에는 문화재청에서 공공누리 제1유형으로 배포된 자료를 바탕으로 한 내용이 포함되어 있습니다.